# Sufli
Sufli (gr. Σουφλί) – miejscowość w północno-wschodniej Grecji, w administracji zdecentralizowanej Macedonia-Tracja, w regionie Macedonia Wschodnia i Tracja, w jednostce regionalnej Ewros nad rzeką Erytropotamos (prawym dopywem Maricy). Siedziba gminy Sufli. W 2011 roku liczyła 3837 mieszkańców.